# Andrea di Bartolo (1389-1428)
Pour les articles homonymes, voir Andrea di Bartolo, Di Bartolo et Bartolo.

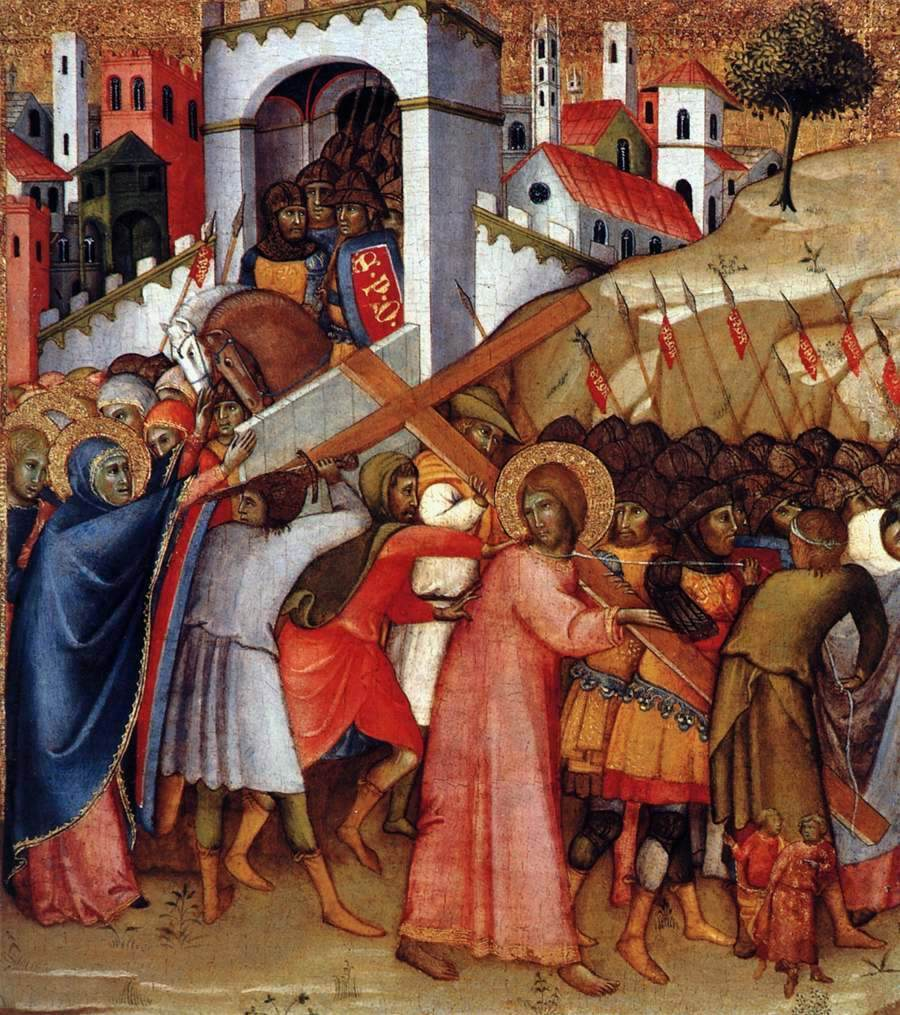
Le Portement de Croix, 1415-1420
Musée Thyssen-Bornemisza

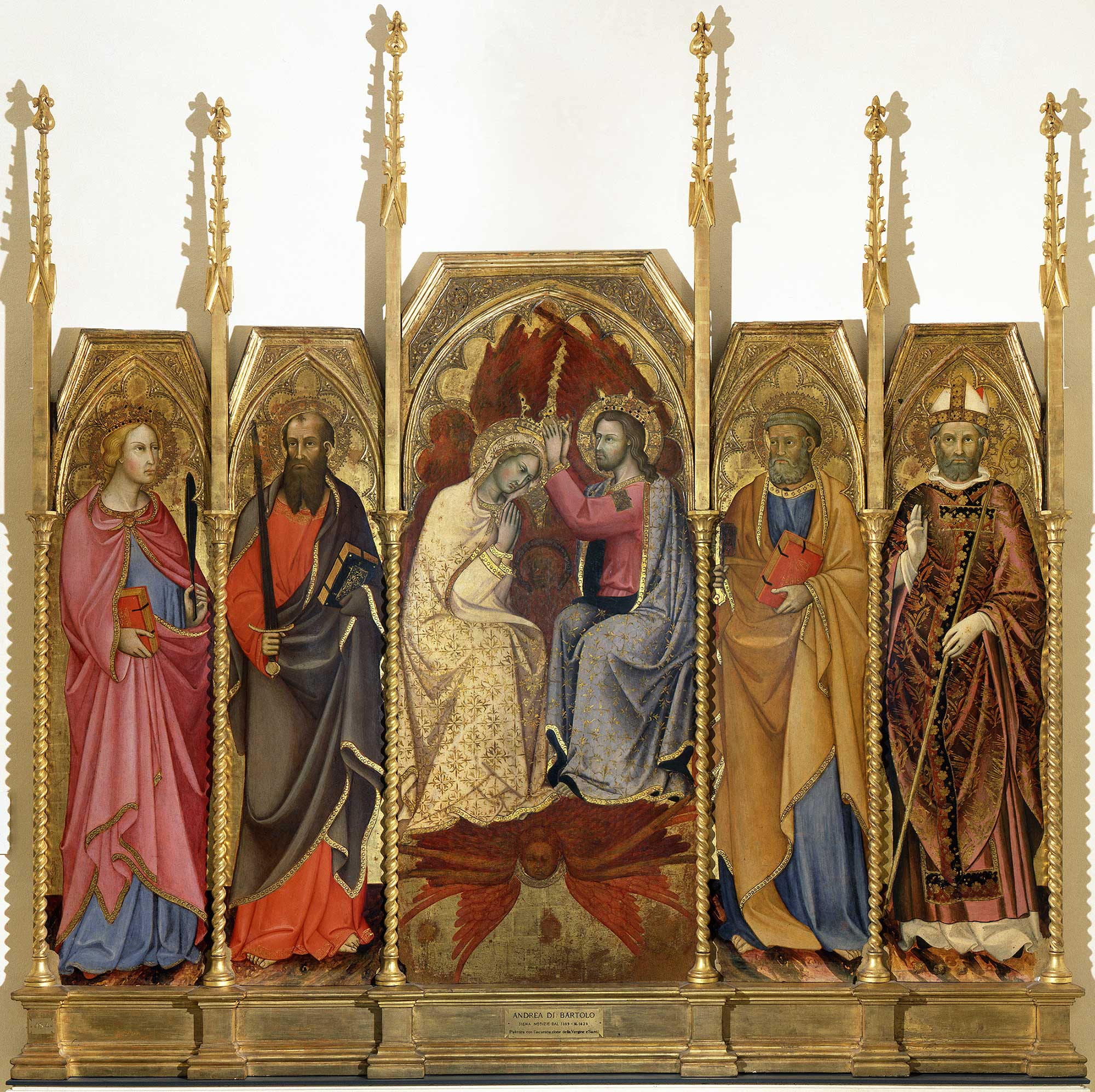
Couronnement de la Vierge
v. 1410, Pinacothèque de Brera.

Andrea di Bartolo Cini (entre 1360 et 1370 - 1428), actif entre 1389-1428) est un miniaturiste et un peintre de l'école siennoise  de la fin Trecento et du début du Quattrocento (les XIVe et XVe siècles italiens).

## Biographie
Fils de Bartolo di Fredi, il travailla d'abord sur des commandes passées à son père.
Il travaille à la Cathédrale de Sienne en réalisant deux panneaux pour les chapelles San Giacomo et San Crescenzio, ainsi que les cartons pour les vitraux de la sacristie. Il travailla aussi avec ses fils Ansano et Giovanni.
Ses œuvres diffusent la manière paternelle, revue à travers la leçon de Spinello Aretino.
Son style resta largement imprégné de ceux des grands maîtres  du Trecento comme Simone Martini et Duccio di Buoninsegna.

## Œuvres

### Fin duXIVesiècle
- Polyptyque du Couronnement de la Vierge, avec son père, Montalcino
- Massacre des Innocents[2], v. 1380, Walters Art Museum
- L'Annonciation, v. 1383, Diptyque, Musée des beaux-arts de Budapest
- L'Assomption de la Vierge avec saint Thomas et deux donateurs (seigneur Palamedes et son fils Matthieu), v. 1390, tempera sur bois, 203 × 85 cm,  (MOFA)[3]
- Crucifixion, v. 1390, tempera et or sur bois, 45 × 27 cm, Musée national de Varsovie (MNW)
- Vierge à l'Enfant avec des saints, 1395-1400, triptyque, Lindenau Museum, Altenburg
- Nativité, Résurrection et Saints, 1397, triptyque, 53 × 53 cm Pinacothèque nationale de Sienne
- Vierge d'humilité (1400), musée des beaux-arts de Montréal

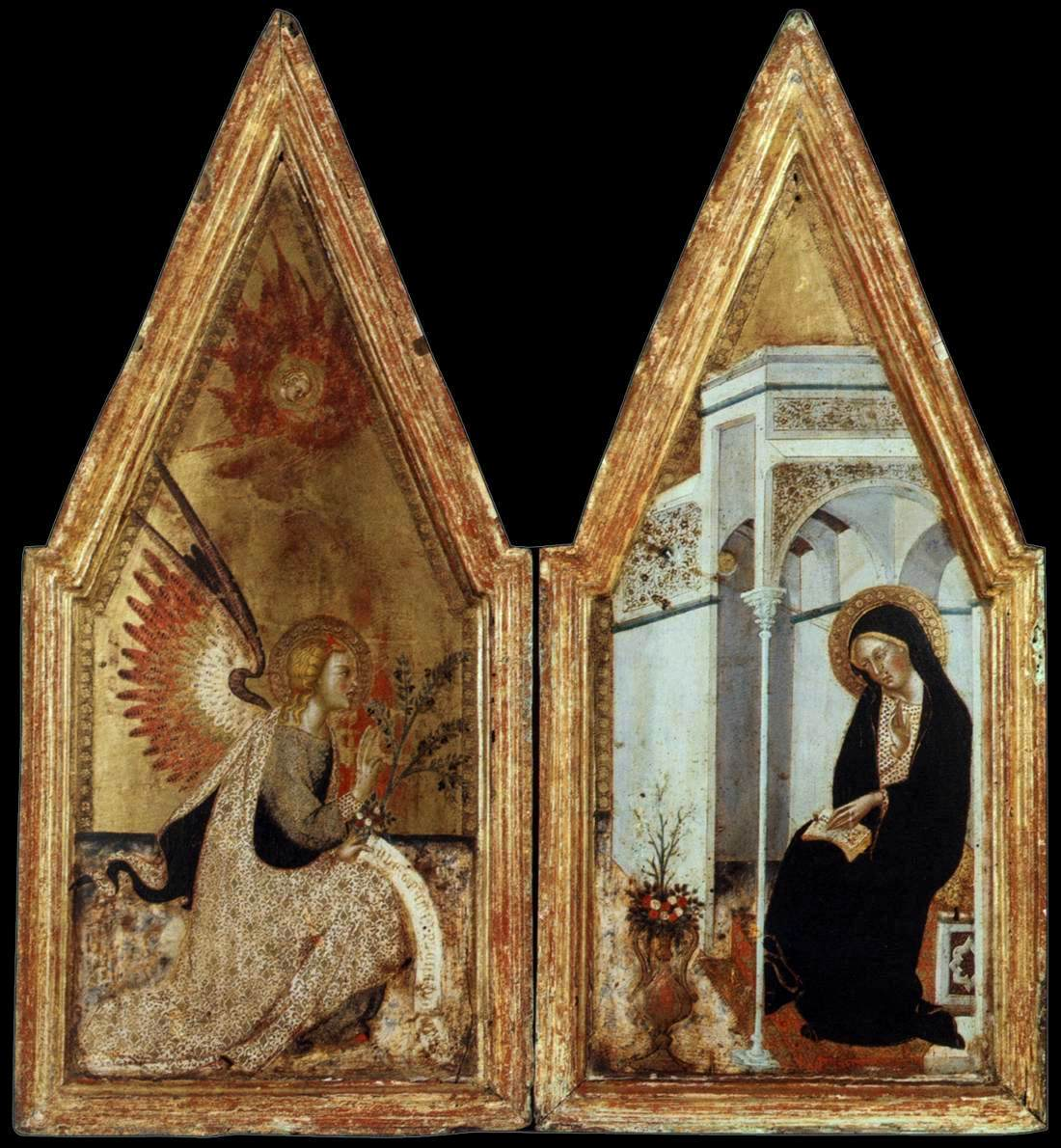
L'Annonciation v. 1383, Budapest
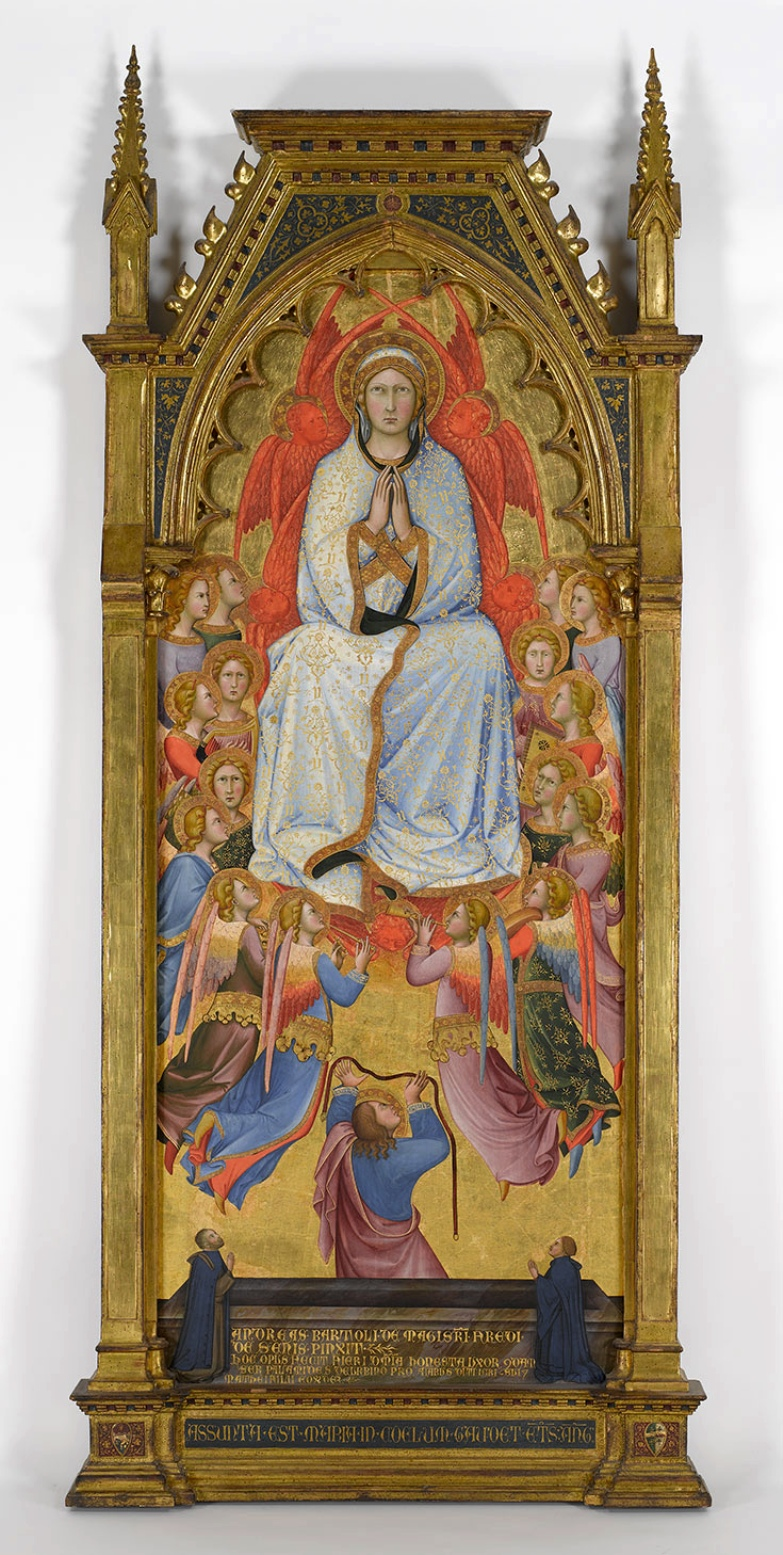
Assomption de la Vierge v. 1390, Virginie
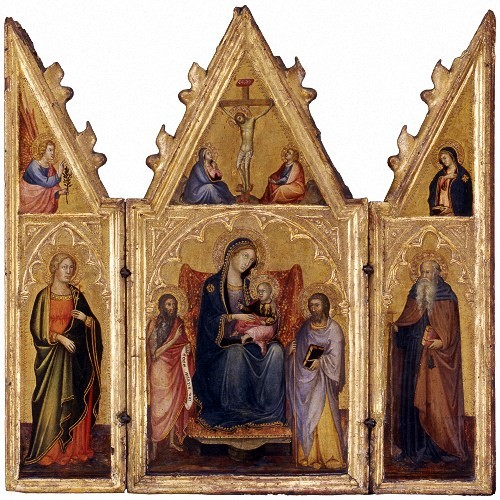
Triptyque, 1395-1400 Lindenau Museum
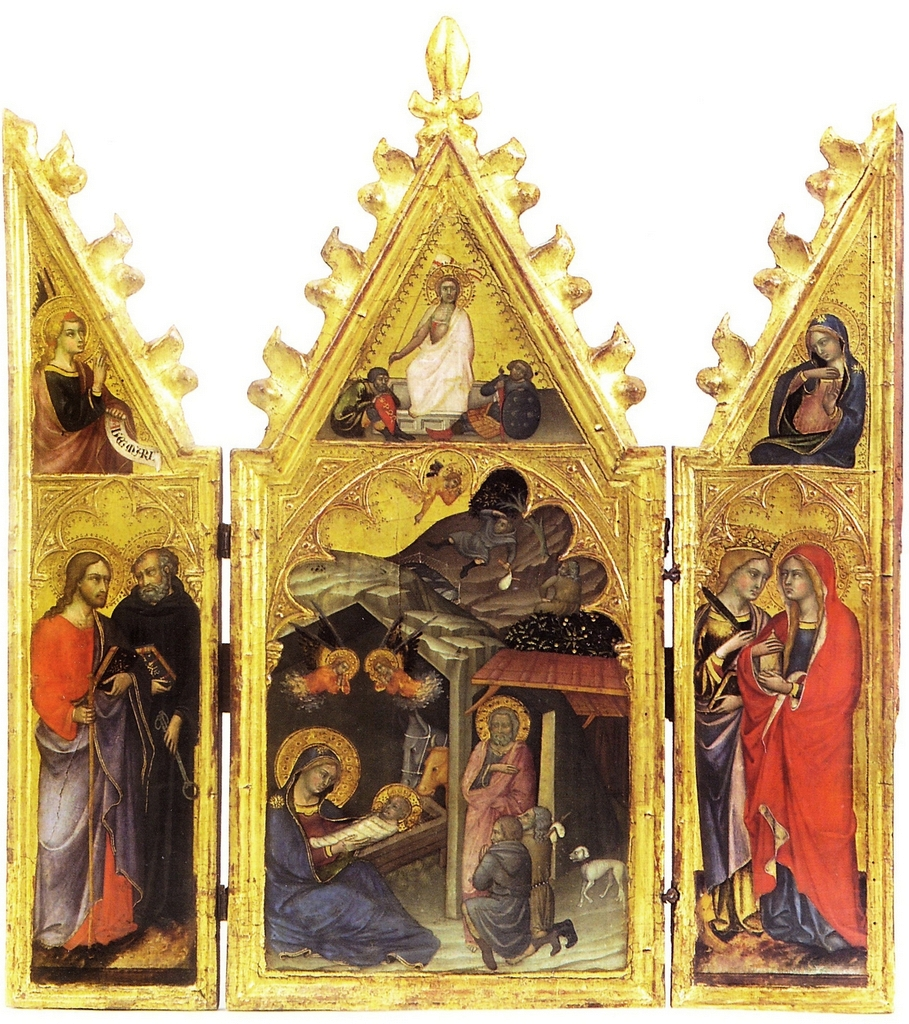
Triptyque de Sienne 1397
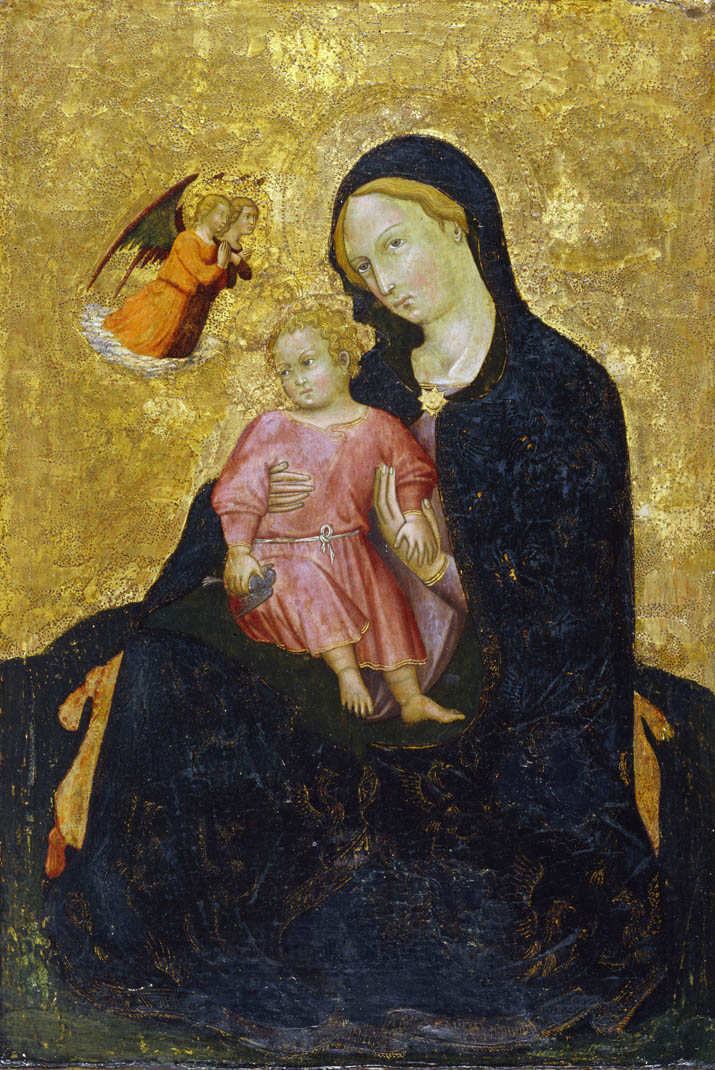
Vierge d'humilité du musée des beaux-arts de Montréal.

### Quatre saints de 1389 à 1406
Ils pourraient faire partie de la série de tableaux superposés, à la droite d'un pilastre d'un retable non identifié, mentionné dans la description du Saint Étienne du Victoria & Albert Museum.
- Saint Benoît, Christie's
- Sainte Lucie, Ashmolean Museum, Oxford
- Saint Étienne, Victoria and Albert Museum
- Sainte Catherine d'Alexandrie, Lindenau museum Altenburg

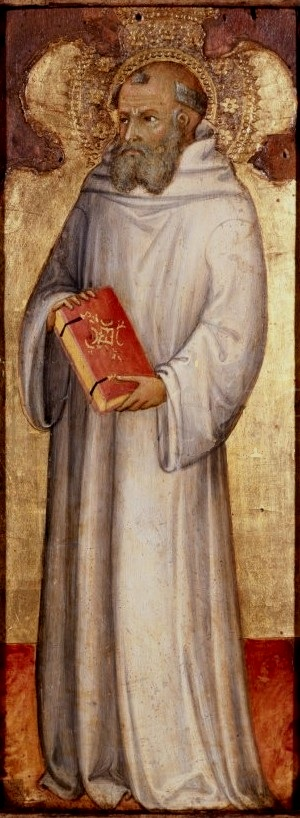
Saint Benoît Vente Christie's
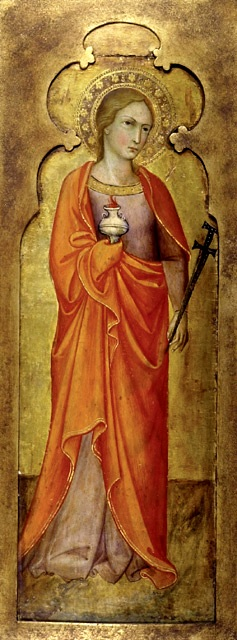
Sainte Lucie Ashmolean Museum
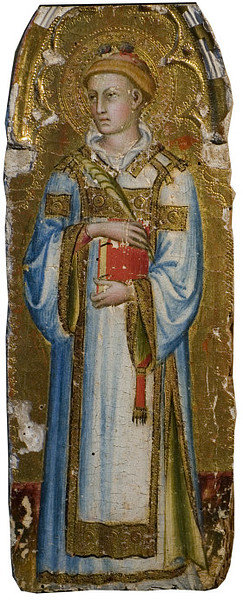
Saint Étienne Victoria & Albert Museum
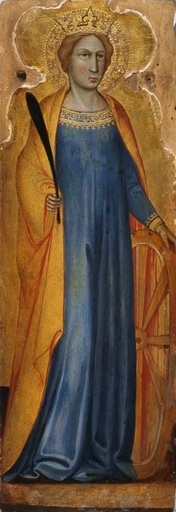
Sainte Catherine Lindenau Museum

### DébutXVesiècle
- Joaquim quittant la ville, v. 1400, Christian Museum, Esztergom, Hongrie
- Joachim et les mendiants, v. 1400, National Gallery of Art, Washington
- Nativité de la Vierge, v. 1400, National Gallery of Art, Washington
- Le Christ fait prisonnier, v. 1400, Collection privée, Paris
- Le Portement de croix, v. 1400, Musée Thyssen-Bornemisza, Madrid
- Crucifixion, v. 1400, Metropolitan Museum of Art
- La Résurrection[5], 1400, Walters Art Museum
- La Présentation de la Vierge, v. 1400, National Gallery of Art, Washington
- Le Couronnement de la Vierge, 1405-1407, bois, 106 × 74 cm, Ca' d'Oro, Venise
- Crucifixion et saints[6], 1400-1410, Triptyque, 55 × 45 cm, Pinacothèque nationale de Sienne
- Vierge à l'Enfant avec les quatre évangélistes, 1400-1410, tempera et feuille d'or sur panneau, 55 × 85 cm, Walters Art Museum

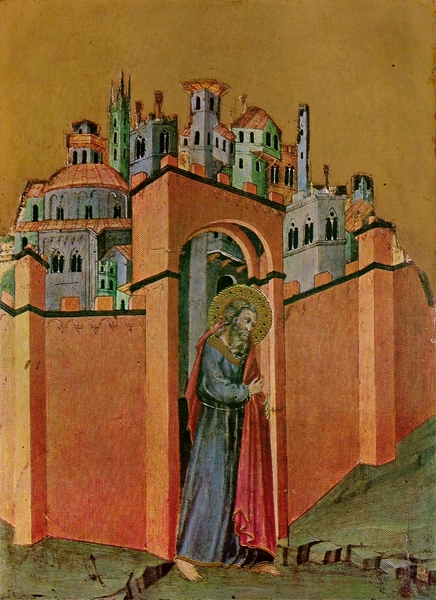
Joaquim quitte la ville v. 1400, Keresztény Múzeum
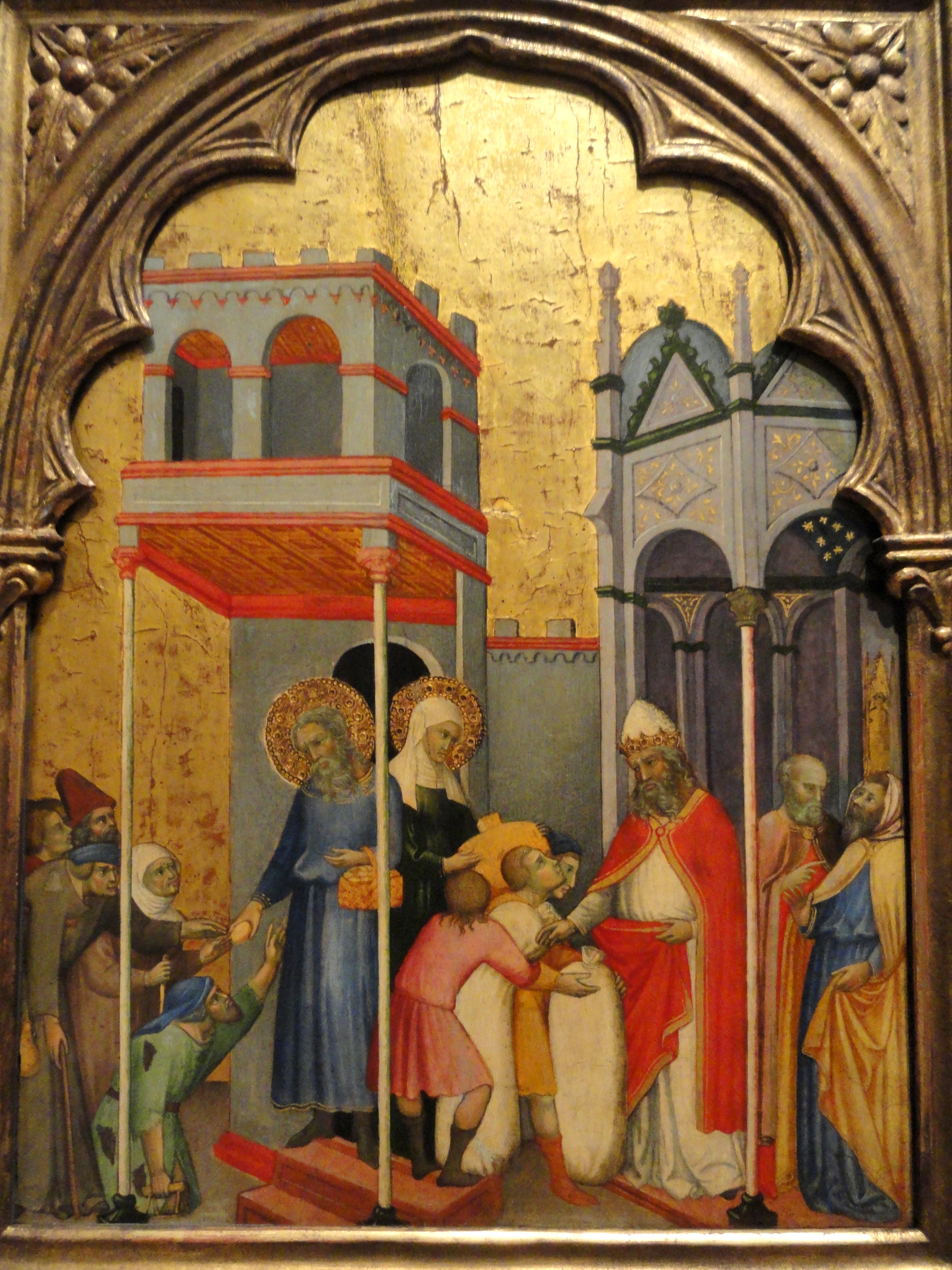
Joaquim et les mendiants v. 1400, Washington
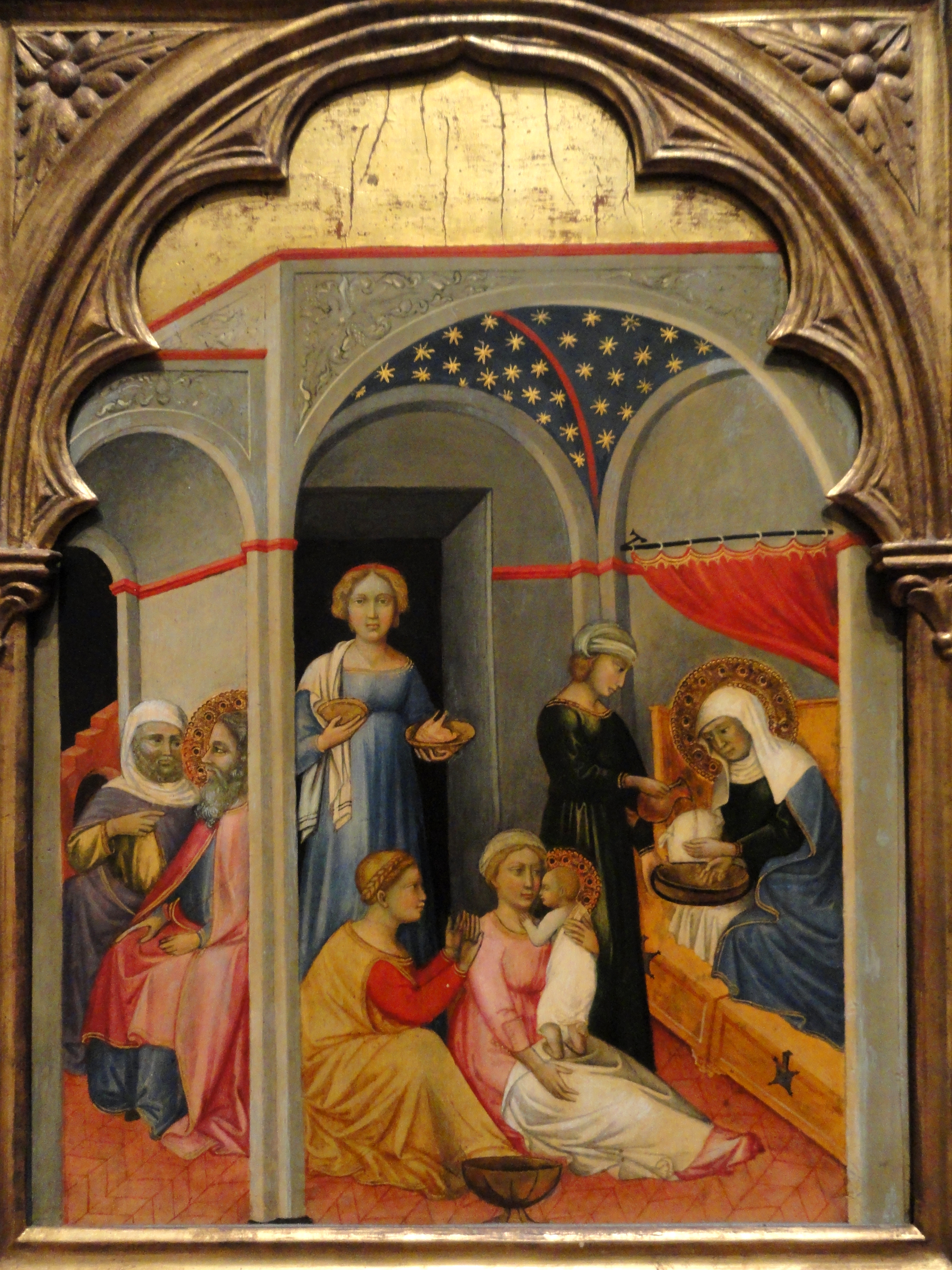
Nativité de la Vierge v. 1400, Washington
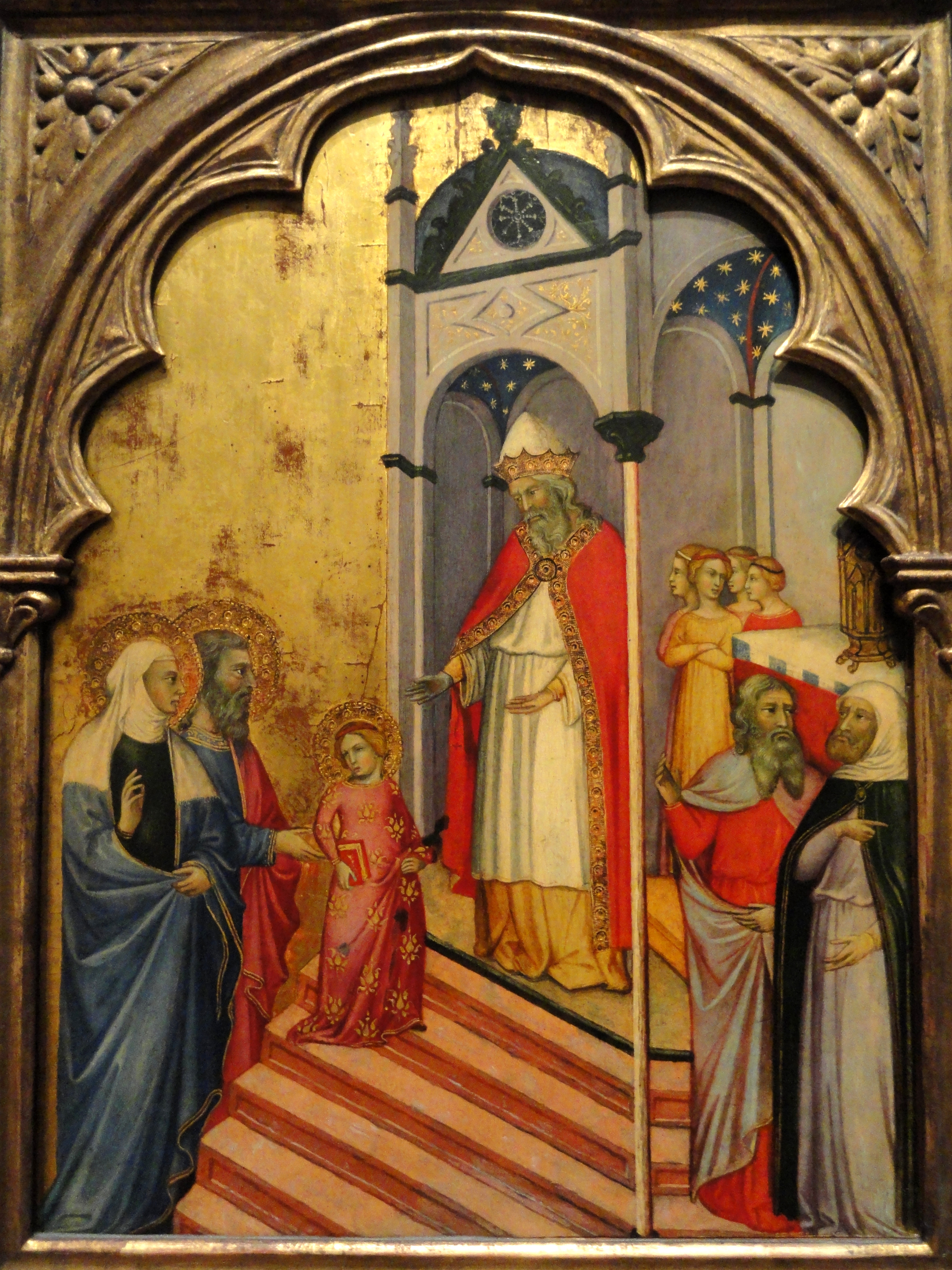
Présentation de la Vierge v. 1400, Washington
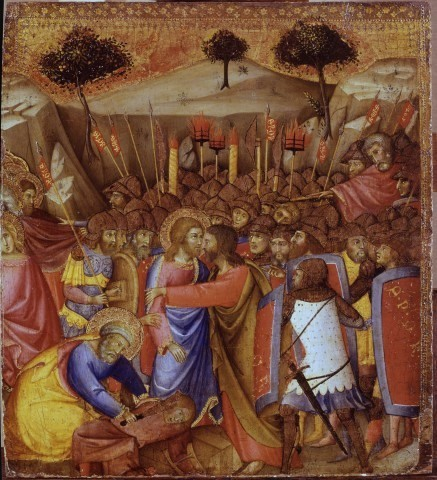
Le Christ fait prisonnier v. 1400, Collection privée
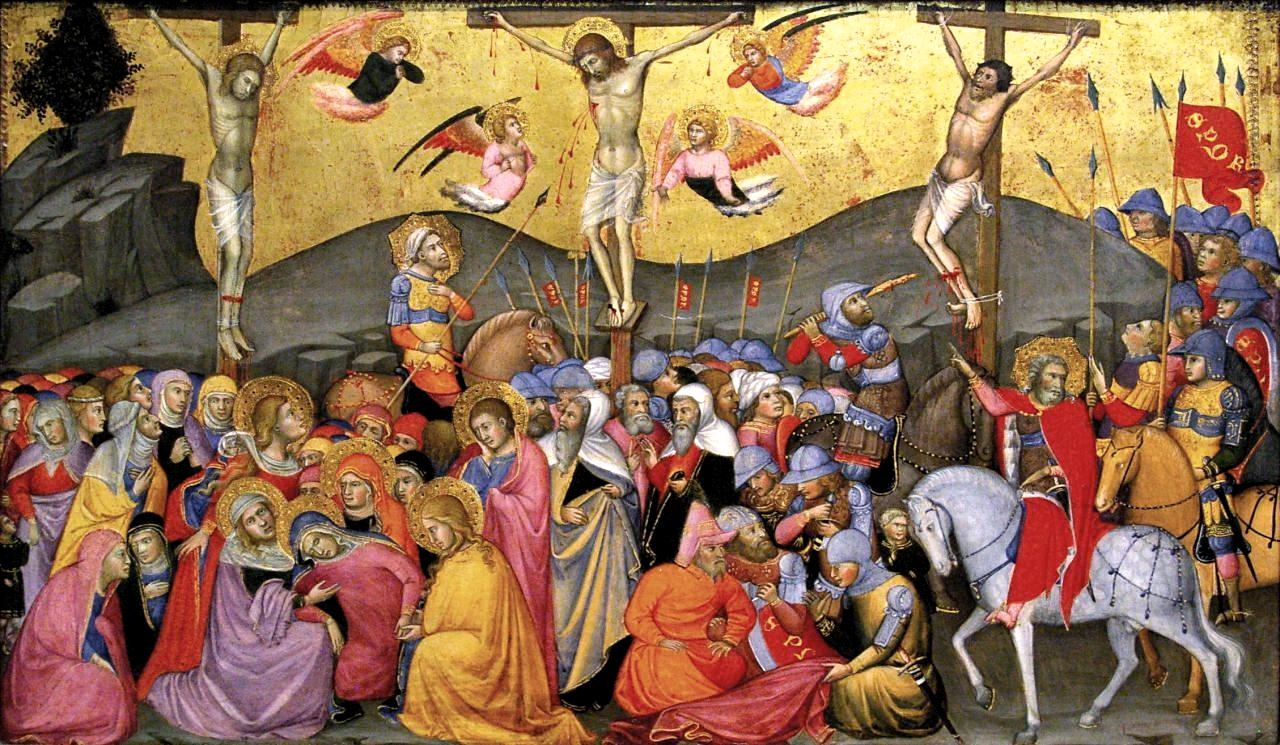
Crucifixion v. 1400, Metropolitan
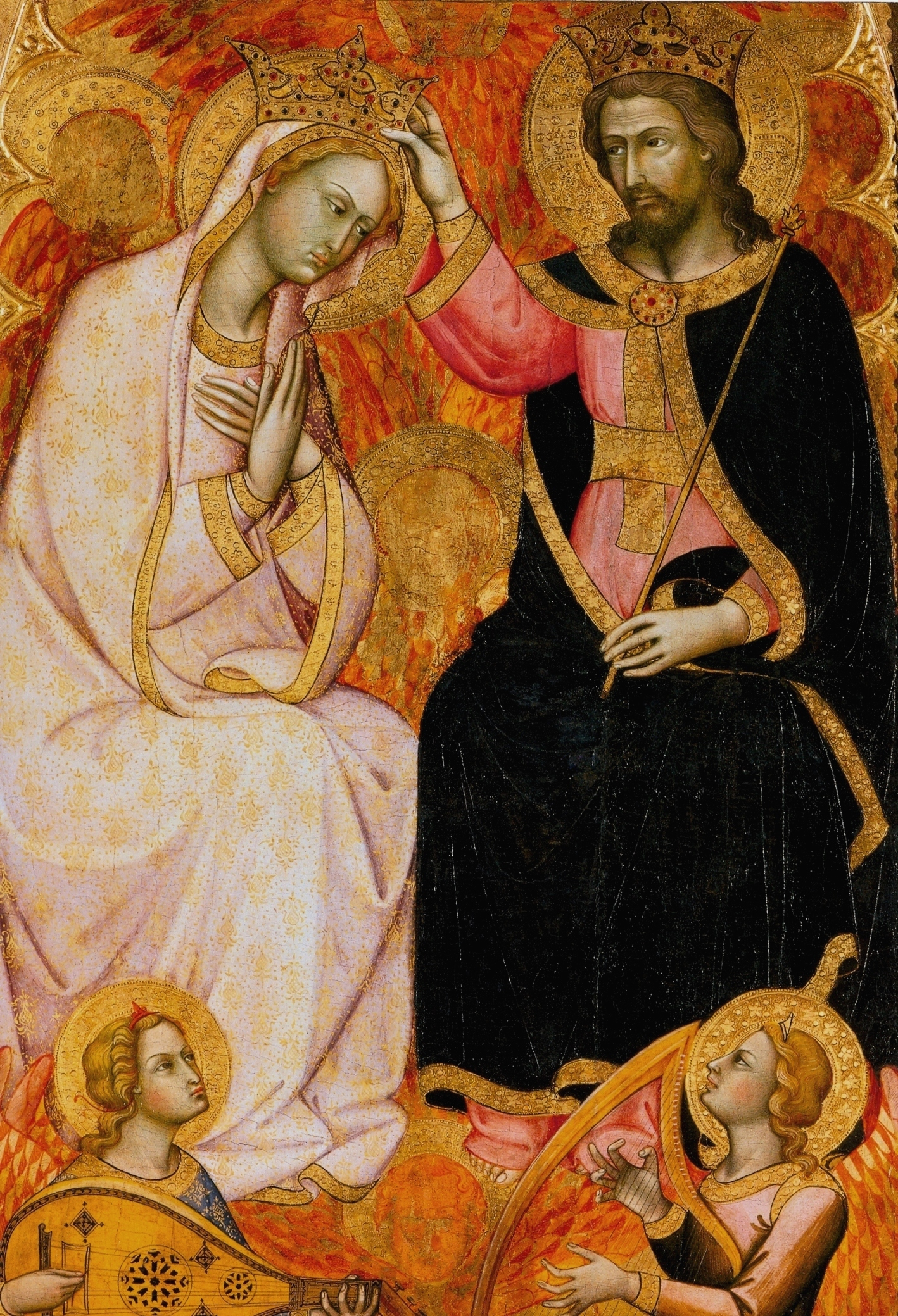
Couronnement de la Vierge 1405-1407, Ca'd'Oro
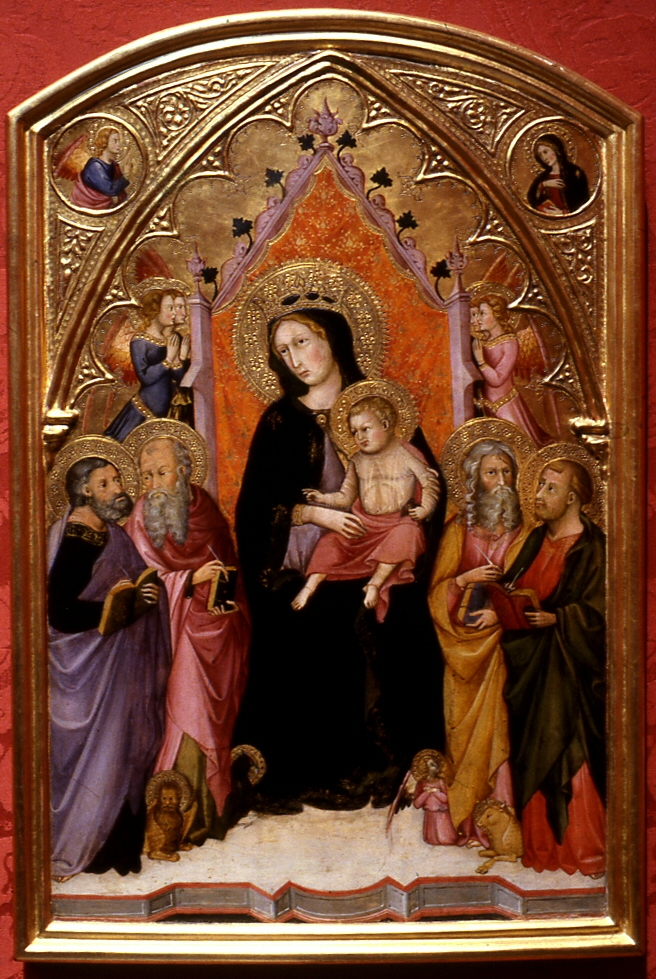
Vierge et Évangélistes 1400-1410 Walters Museum

### Œuvres de 1410 à 1420
- Vierge d'humilité, v. 1410, triptyque de dévotion personnel, tempera et or en feuilles sur peuplier, panneau central de 42 × 18 cm, panneaux latéraux de 40 × 8 cm, Brooklyn Museum, New York. Un des tableaux identiques, réalisés pour chacune des cellules des sœurs du couvent des Dominicains de Venise.
- Couronnement de la Vierge, v. 1410, polyptyque, huile sur panneau, 160 × 65 cm, Pinacothèque de Brera
- Vierge à l'Enfant, 1410-1415, 110 × 50 cm, Musée d'art de l'université de Princeton
- Le Portement de Croix, v. 1415-1420, 54 × 49 cm, Musée Thyssen-Bornemisza, Madrid, en dépôt au Musée national d'art de Catalogne (presque une copie servile du tableau du même thème de Simone Martini).
- Saint Paul, v. 1420, huile sur panneau,  29 × 20 cm, collection particulière
- La Cène, v. 1420, tempera sur panneau, 48 × 32 cm, Pinacothèque nationale (Bologne)

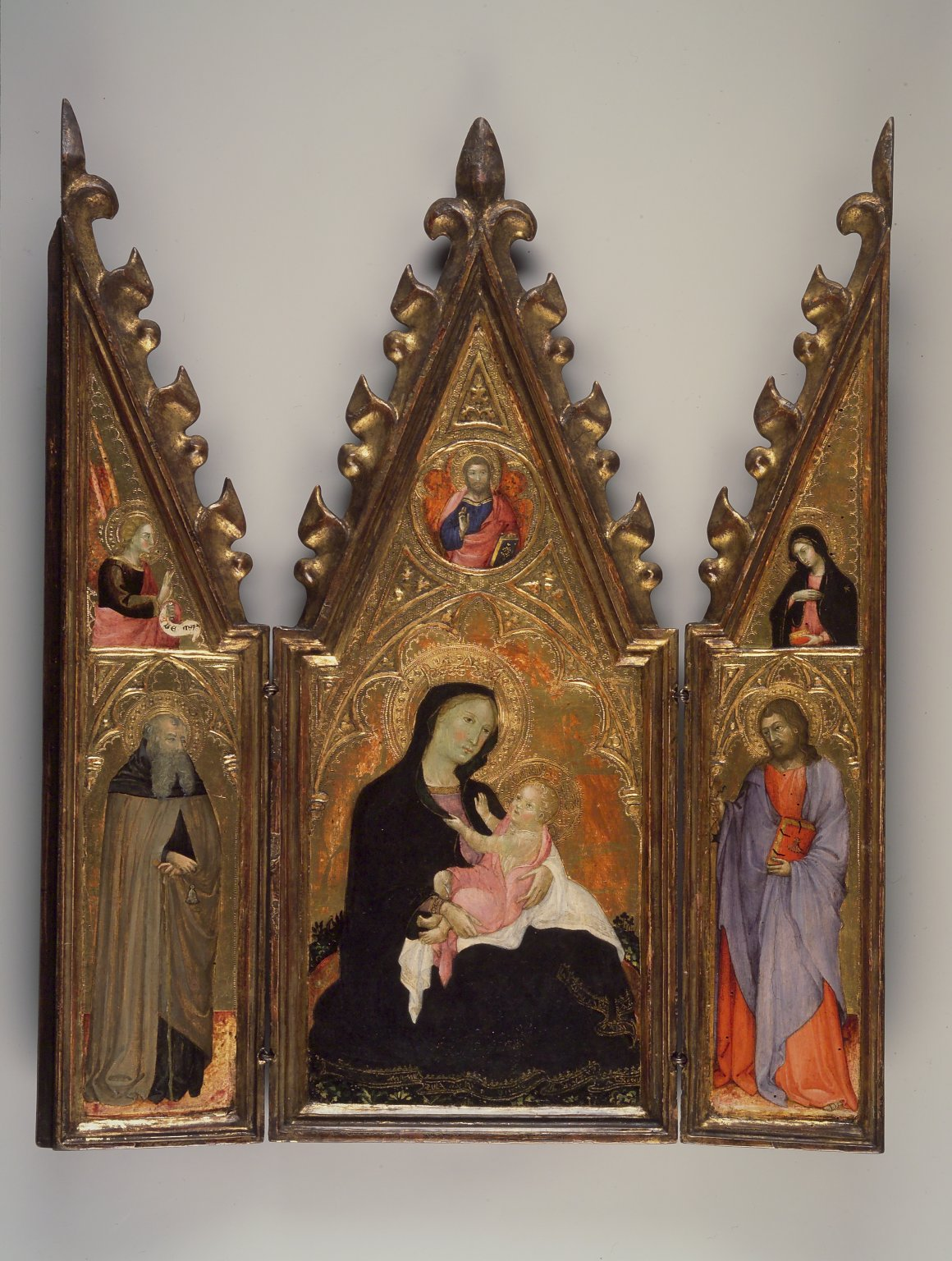
Vierge d'humilité v. 1410, Brooklyn
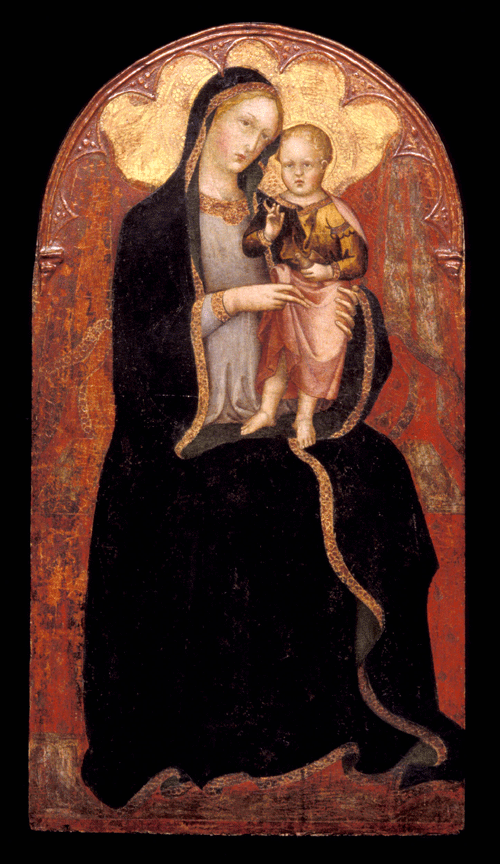
Madone, 1410-1415 Princeton
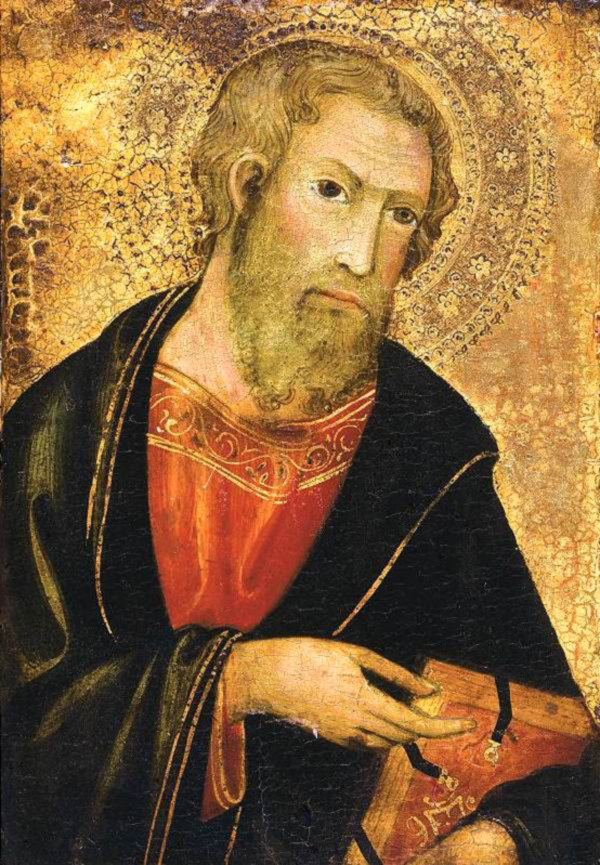
Saint Paul, v. 1420 Collection privée

### Non daté
- Catherine de Sienne pour Murano, pinacothèque de Brera, Milan

## Sources
- Web gallery of Art
- Artcyclopedia.com